# Dự án Condign

Trang bìa của Dự án Condign.

Dự án Condign (Thích đáng) (không nhầm lẫn với Ủy ban Condon) là một nghiên cứu UFO bí mật được thực hiện bởi Ban Tình báo Quốc phòng của Chính phủ Anh (DIS) trong khoảng thời gian từ năm 1997 đến 2000.
Các kết quả của Dự án Condign đã được tổng hợp thành một tài liệu dài 400 trang có tiêu đề Hiện tượng Không trung Không xác định ở Vùng Phòng không Vương quốc Anh đã thu hút khoảng 10.000 vụ chứng kiến và báo cáo được thu thập bởi DI55, một bộ phận của Tổng cục Tình báo Khoa học và Kỹ thuật (DSTI) nằm trong Ban Tình báo Quốc phòng (DIS).
Tài liệu này được phát hành vào phạm vi công cộng vào ngày 15 tháng 5 năm 2006 theo lời đề nghị Đạo luật Tự do Thông tin tháng 9 năm 2005 của nhà nghiên cứu UFO là Tiến sĩ David Clarke, giảng viên tại Đại học Sheffield Hallam, và Gary Anthony, cựu cố vấn thiên văn học của Hiệp hội Nghiên cứu UFO Anh. Danh tính của tác giả những bản báo cáo này không được công khai.

## Kết luận

### Hiện tượng UFO
Báo cáo kết luận rằng UFO có sự hiện diện có thể quan sát được là "không thể chối cãi", nhưng cũng không có bằng chứng nào cho thấy chúng tỏ ra ""thù địch hoặc dưới bất kỳ hình thức kiểm soát nào". Theo tác giả bản báo cáo này, phần lớn các trường hợp nhìn thấy UFO được phân tích có thể giải thích bằng cách nhận dạng sai các vật thể thông thường như máy bay và bóng bay, trong khi các báo cáo không thể giải thích được còn lại rất có thể là kết quả của một hiện tượng khí tượng siêu thường không được khoa học hiện đại hiểu rõ. Hiện tượng này được đề cập trong báo cáo là "Sự Hình thành Plasma Nổi," gần giống với sét hòn, và được đưa ra giả thuyết để tạo ra một trường năng lượng không giải thích được dẫn đến sự xuất hiện của Tam giác đen bằng khúc xạ ánh sáng. Các trường điện từ được tạo ra bởi hiện tượng plasma cũng được nêu giả thuyết để giải thích các báo cáo về các cuộc gặp gỡ ở cự ly gần là do sự thay đổi nhận thức hoặc ảo giác ở những người bị ảnh hưởng. Báo cáo của Condign cho thấy nghiên cứu sâu hơn về "các ứng dụng quân sự mới lạ" của hiện tượng plasma này được bảo đảm và "những gợi ý này đã được chỉ dẫn tường tận cho các nhà quản lý công nghệ MoD thích hợp." Báo cáo cũng lưu ý rằng các nhà khoa học ở Liên Xô cũ đã xác định mối liên hệ chặt chẽ giữa 'Hiện tượng UFO' và công nghệ Plasma," và đang "theo đuổi các kỹ thuật liên quan cho các mục đích quân sự tiềm năng."

### Tiếp xúc cự ly gần
Báo cáo mô tả những người tin rằng họ đã có những cuộc tiếp xúc cự ly gần như bị thuyết phục về những gì họ nói rằng họ đã thấy/có trải nghiệm, nhưng cũng không thể hiện bằng chứng rằng những cuộc gặp gỡ đó là có thật. Nó quy cho một số trường hợp đối với "sự gần gũi của các lĩnh vực liên quan đến plasma" mà điều đó nói lên rằng có thể gây ra "ảnh hưởng xấu đến một phương tiện hoặc người".

## Phản ứng
Theo Clarke, việc phát hành các tài liệu không làm sáng tỏ thêm về UFO hay hiện tượng UFO, nhưng đã cho thấy DIS từng tiến hành một cuộc điều tra lớn hơn về chủ đề này so với trước đây.